# Аризманица
Аризма̀ница е връх в Мечивръшкия дел в югозападната част на Рила. Върхът е разположен южно от връх Вододела (Долна Кадийца) и западно от връх Марков камък (Горна Кадийца). Аризманица се намира на главното било на надморска височина от 2272 метра. Склоновете на върха са полегати, а билото му е заоблено и широко. Връх Аримзаница е съставен от метаморфни скали, а почвите му са планинско-ливадни. Туристическа пътека от хижа „Македония“ до Рилския манастир преминава по южния склон на Аризманица. Върхът е покрит с високоплнанинска тревна растителност.